# A Rose for the Dead
A Rose for the Dead es el primer EP de la banda noruega de metal gótico y doom metal Theatre of Tragedy, lanzado por Massacre Records en 1997. 
Se caracterizó por ser el último disco de la banda influenciado por el característico sonido doom metal que adoptó en sus orígenes Theatre of Tragedy.  
Incluye tres canciones nuevas: "A Rose for the Dead", "Der Spiegel" (compuesta en alemán) y "As the Shadows Dance". Adicionalmnete, contiene dos versiones en remix extraídas de Velvet Darkness They Fear: "And When He Falleth" y "Black As the Devil Painteth" 
Cuenta como bonus track con la canción "Decades",  un cover de Joy Division.

## Lista de canciones
Todas las letras escritas por Raymond Rohonyi, toda la música compuesta por Theatre of Tragedy, excepto "Decades" letras y música por Ian Curtis, Peter Hook, Stephen Morris, Bernard Sumner. 
| N.º | Título                                | Duración |  |
| 1.  | «A Rose for the Dead»                 | 5:11     |  |
| 2.  | «Der Spiegel»                         | 5:17     |  |
| 3.  | «As the Shadows Dance»                | 5:28     |  |
| 4.  | «And When He Falleth» (Remix)         | 5:13     |  |
| 5.  | «Black as the Devil Painteth» (Remix) | 4:29     |  |
| 6.  | «Decades» (Joy Division cover)        | 6:36     |  |